# Пілава (Щецинецький повіт)
Пілава (пол. Piława) — село в Польщі, у гміні Борне-Суліново Щецинецького повіту Західнопоморського воєводства.
Населення — 249 осіб (2011).

## Демографія
Демографічна структура станом на 31 березня 2011 року:
|          | Загалом | Допрацездатний вік | Працездатний вік | Постпрацездатний вік |
| -------- | ------- | ------------------ | ---------------- | -------------------- |
| Чоловіки | 139     | 19                 | 104              | 16                   |
| Жінки    | 110     | 22                 | 63               | 25                   |
| Разом    | 249     | 41                 | 167              | 41                   |